# Woodstock (Nuevo Brunswick)
Woodstock es un pueblo canadiense en el condado de Carleton, Nuevo Brunswick, situado en la orilla oeste del río San Juan en la desembocadura del río Meduxnekeag, 92 km al oeste de Fredericton y cerca de la frontera Canadá-Estados Unidos y Houlton, Maine.
Su población en 2011 era de 5.254.
Woodstock es la sede del condado de Carleton.

## Historia

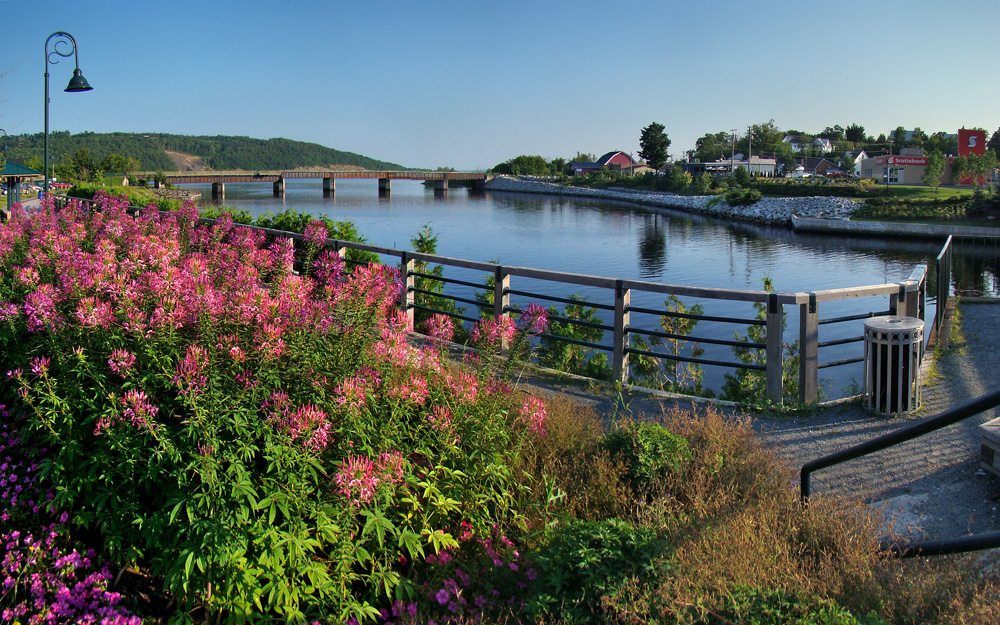
El río San Juan a su paso por Woodstock.

Woodstock fue fundada por los lealistas después de la Guerra de Independencia estadounidense. Fue nombrado por la parroquia de Woodstock, establecida en 1786, que a su vez fue nombrada por William Cavendish-Bentinck, 3.er duque de Portland y vizconde Woodstock, que fue brevemente primer ministro británico en 1783.
El límite septentrional de las subvenciones lealistas sobre el río cayó ante los miembros del primer Batallón de Voluntarios de Nueva Jersey del Coronel DeLancey, y los miembros que aceptaron la tierra se mudaron allí a principios del verano de 1784. Tres pequeños asentamientos se formaron en esta nueva área llamada Woodstock y que eran: Upper Corner, Creek Village y Lower Woodstock.
Cuando el Condado de Carleton surgió por primera vez en 1832, Upper Woodstock se convirtió en la sede debido a la influencia del coronel Richard Ketchum, quien donó los terrenos para la construcción de edificios públicos. El Viejo Palacio de Justicia del Condado de Carleton es ahora un sitio histórico, habiendo sido restaurado bajo la Sociedad Histórica del Condado de Carleton. Sin embargo, después de que se construyese un puente a través del río Meduxnekeag, se produjo un rápido crecimiento de Creek Village y esto dio lugar a que fuese elegida como el Pueblo de Woodstock.
Woodstock, constituida en 1856, es la más antigua ciudad incorporada en Nuevo Brunswick. El primer alcalde fue L. P. Fisher, quien ocupó el cargo hasta su retiro voluntario unos 24 años más tarde. Al ser un gran benefactor, hizo lo dispuesto en su testamento para la construcción de varias instituciones educativas, entre ellas la primera Escuela Agrícola y profesional en Canadá, y la Biblioteca Pública L. P. Fisher.
La sede para el ferrocarril de Nuevo Brunswick estaba en Woodstock desde 1870 hasta que dejó de funcionar.

## Geografía
Woodstock se encuentra ubicado en las coordenadas 46°9′00″N 67°34′24″O / 46.15000, -67.57333. Según Statistics Canada, Woodstock tiene una superficie total de 13.41 km².